# Heinz Illigen
Heinz Illigen (* 27. August 1937 in Lustenau) ist ein ehemaliger österreichischer Politiker (ÖVP) und Zivilingenieur. Er war von 1984 bis 1989 Abgeordneter zum Vorarlberger Landtag.

## Ausbildung und Beruf
Illigen besuchte zwischen 1943 und 1951 die Volks- und Hauptschule in Dornbirn und absolvierte danach von 1951 bis 1956 die Bundesgewerbeschule in Innsbruck, wo er 1956 auch die Matura ablegte. Er studierte ab 1956 Bauwesen an den Technischen Hochschulen Graz und Darmstadt und schloss sein Studium 1962 in Graz mit dem akademischen Grad Dipl.-Ing. ab. Er arbeitete ab 1962 als Statiker beim Dornbirner Ingenieurbüro A. Zerlauth und wurde nach der Erlangung der Zivilingenieur-Befugnis 1968 Partner des Ingenieurbüros sowie selbständiger Zivilingenieur. Nach dem Tod seines Partners 1988 führte er das Zivilingenieurbüro als Alleininhaber bis 1999. Illigen war zudem von 1979 bis 2007 Teilhaber am Zivil-Ingenieurbüro für kommunale Wassertechnik in Dornbirn. 2007 ging Illigen in Pension.

## Politik und Funktionen
Während seines Studiums war Illigen 1957 bei der CV-Studentenverbindung „Traungau“ in Graz und zwischen 1959 und 1960 bei der CV-Studentenverbindung „Rheinpfalz“ in Darmstadt aktiv. Des Weiteren wirkte er von 1965 bis 1970 als Vorsitzender des CV-Altherrenzirkel Dornbirn. Illigen trat 1969 der Österreichischen Volkspartei bei und war Mitglied des Wirtschaftsbundes. Er engagierte sich beim Wirtschaftsbund als Schriftführer und von 1984 bis 1989 als Mitglied der Bezirksleitung des Wirtschaftsbundes Dornbirn. Zudem war er innerhalb der ÖVP von 1984 bis 1989 Mitglied der ÖVP-Bezirksleitung Dornbirn und während dieser Jahre auch Mitglied der ÖVP-Landesparteileitung. Auf Lokalebene wirkte er von 1970 bis 1985 als Mitglied der Stadtvertretung Dornbirn, danach war er von 1985 bis 1990 Ersatzmitglied der Dornbirner Stadtvertretung. Am 6. November 1984 wurde Illigen als Abgeordneter des Wahlbezirkes Dornbirn als Vorarlberger Landtagsabgeordneter angeglobt, wobei er bis zum 23. Oktober 1989 dem Landtag angehörte.

## Privates
Heinz Illigen wurde als Sohn des aus Hard stammenden Textiltechnikers Walter Illigen geboren. Seine Mutter Brunhilde Hämmerle war in Lustenau geboren worden. Heinz Illgen heiratete 1967 Edith Bilgeri und wurde 1968 Vater einer Tochter und 1971 Vater eines Sohnes.